# Liste der Mitglieder des US-Repräsentantenhauses aus New Hampshire

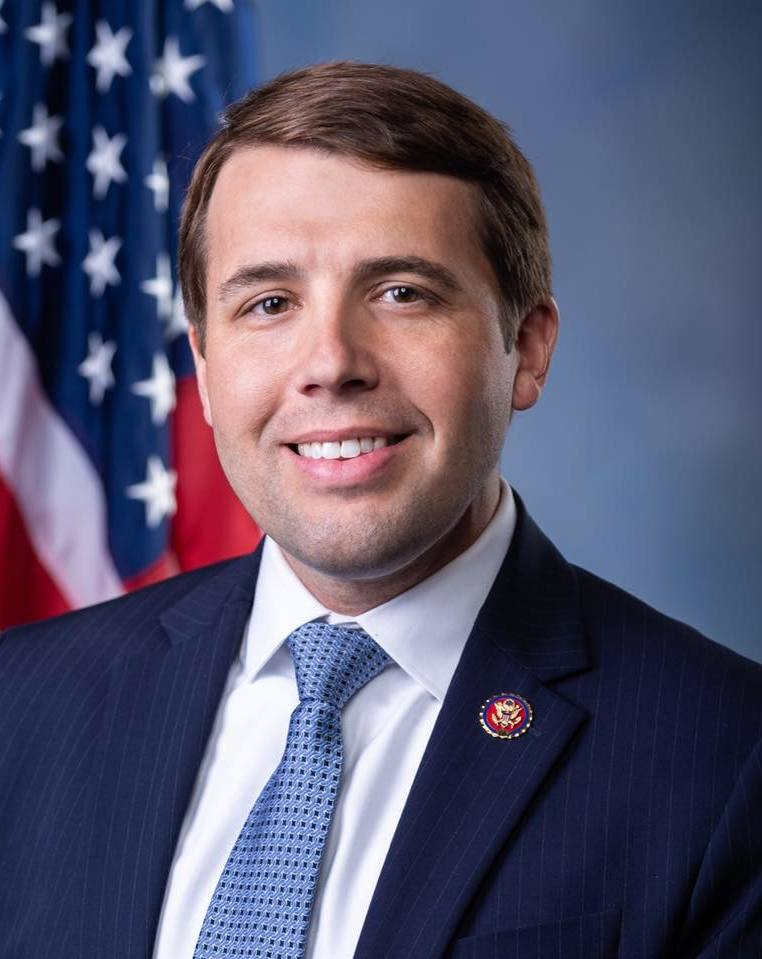
Chris Pappas, derzeitiger Vertreter des ersten Kongresswahlbezirks von New Hampshire

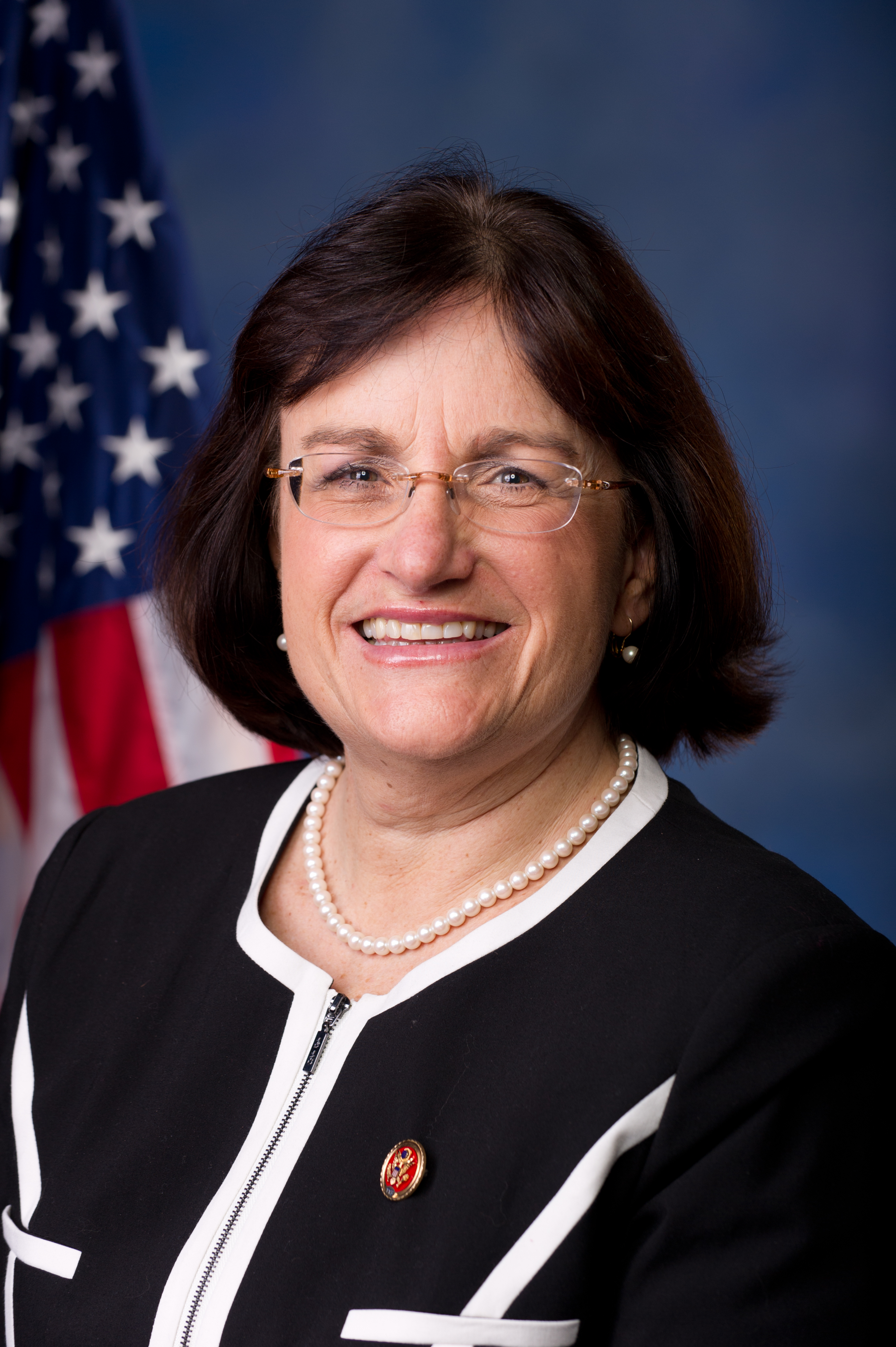
Ann McLane Kuster, derzeitige Vertreterin des zweiten Kongresswahlbezirks von New Hampshire

Diese Liste führt alle Politiker auf, die seit 1789 für New Hampshire dem Repräsentantenhaus der Vereinigten Staaten angehört haben. Der Neuenglandstaat war im ersten Kongress mit drei Abgeordneten vertreten; bis 1833 stieg diese Zahl zeitweise auf sechs. Seit 1883 entsendet New Hampshire, bedingt durch Anpassungen nach den jeweiligen Volkszählungen, nur noch zwei Abgeordnete nach Washington. Seit 1847 ist der Staat in Wahlbezirke aufgeteilt; zuvor wurde staatsweit („at large“) gewählt.

## 1. Sitz (seit 1789)
| Name                        | Amtszeit                           | Partei                |
| --------------------------- | ---------------------------------- | --------------------- |
| Abiel Foster                | 4. März 1789 – 3. März 1791        | parteilos             |
| Jeremiah Smith              | 4. März 1791 – 26. Juli 1797       | Föderalist            |
| Peleg Sprague               | 15. Dezember 1797 – 3. März 1799   | Föderalist            |
| James Sheafe                | 4. März 1799 – 14. Juni 1802       | Föderalist            |
| George Baxter Upham         | 4. März 1801 – 3. März 1803        | Föderalist            |
| Silas Betton                | 4. März 1803 – 3. März 1807        | Föderalist            |
| Peter Carleton              | 4. März 1807 – 3. März 1809        | Democratic Republican |
| Daniel Blaisdell            | 4. März 1809 – 3. März 1811        | Föderalist            |
| Josiah Bartlett Jr.         | 4. März 1811 – 3. März 1813        | Democratic Republican |
| Bradbury Cilley             | 4. März 1813 – 3. März 1817        | Föderalist            |
| Josiah Butler               | 4. März 1817 – 3. März 1823        | Democratic Republican |
| Ichabod Bartlett            | 4. März 1823 – 3. März 1829        | Democratic Republican |
| John Brodhead               | 4. März 1829 – 3. März 1833        | Demokrat              |
| Benning Moulton Bean        | 4. März 1833 – 3. März 1837        | Demokrat              |
| Charles Gordon Atherton     | 4. März 1837 – 3. März 1843        | Demokrat              |
| Moses Norris                | 4. März 1843 – 3. März 1847        | Demokrat              |
| Amos Tuck                   | 4. März 1847 – 3. März 1853        | Unabhängiger          |
| George Washington Kittredge | 4. März 1853 – 3. März 1855        | Demokrat              |
| James Pike                  | 4. März 1855 – 3. März 1859        | American Party        |
| Gilman Marston              | 4. März 1859 – 3. März 1863        | Republikaner          |
| Daniel Marcy                | 4. März 1863 – 3. März 1865        | Demokrat              |
| Gilman Marston              | 4. März 1865 – 3. März 1867        | Republikaner          |
| Jacob Hart Ela              | 4. März 1867 – 3. März 1871        | Republikaner          |
| Ellery Albee Hibbard        | 4. März 1871 – 3. März 1873        | Demokrat              |
| William Bradbury Small      | 4. März 1873 – 3. März 1875        | Republikaner          |
| Frank Jones                 | 4. März 1875 – 3. März 1879        | Demokrat              |
| Joshua Gilman Hall          | 4. März 1879 – 3. März 1883        | Republikaner          |
| Martin Alonzo Haynes        | 4. März 1883 – 3. März 1887        | Republikaner          |
| Luther Franklin McKinney    | 4. März 1887 – 3. März 1889        | Demokrat              |
| Alonzo Nute                 | 4. März 1889 – 3. März 1891        | Republikaner          |
| Luther Franklin McKinney    | 4. März 1891 – 3. März 1893        | Demokrat              |
| Henry William Blair         | 4. März 1893 – 3. März 1895        | Republikaner          |
| Cyrus Adams Sulloway        | 4. März 1895 – 3. März 1913        | Republikaner          |
| Eugene Elliott Reed         | 4. März 1913 – 3. März 1915        | Demokrat              |
| Cyrus Adams Sulloway        | 4. März 1915 – 11. März 1917       | Republikaner          |
| Sherman Everett Burroughs   | 29. Mai 1917 – 27. Januar 1923     | Republikaner          |
| William Nathaniel Rogers    | 4. März 1923 – 3. März 1925        | Demokrat              |
| Fletcher Hale               | 4. März 1925 – 22. Oktober 1931    | Republikaner          |
| William Nathaniel Rogers    | 5. Januar 1932 – 3. Januar 1937    | Demokrat              |
| Arthur Byron Jenks          | 3. Januar 1937 – 9. Juni 1938      | Republikaner          |
| Alphonse Roy                | 9. Juni 1938 – 3. Januar 1939      | Demokrat              |
| Arthur Byron Jenks          | 3. Januar 1939 – 3. Januar 1943    | Republikaner          |
| Chester Earl Merrow         | 3. Januar 1943 – 3. Januar 1963    | Republikaner          |
| Louis Crosby Wyman          | 3. Januar 1963 – 3. Januar 1965    | Republikaner          |
| Joseph Oliva Huot           | 3. Januar 1965 – 3. Januar 1967    | Demokrat              |
| Louis Crosby Wyman          | 3. Januar 1967 – 31. Dezember 1974 | Republikaner          |
| Norman Edward D’Amours      | 3. Januar 1975 – 3. Januar 1985    | Demokrat              |
| Robert C. Smith             | 3. Januar 1985 – 7. Dezember 1990  | Republikaner          |
| William H. Zeliff           | 3. Januar 1991 – 3. Januar 1997    | Republikaner          |
| John Edward Sununu          | 3. Januar 1997 – 3. Januar 2003    | Republikaner          |
| Joseph E. Bradley           | 3. Januar 2003 – 3. Januar 2007    | Republikaner          |
| Carol Shea-Porter           | 3. Januar 2007 – 3. Januar 2011    | Demokrat              |
| Frank C. Guinta             | 3. Januar 2011 – 3. Januar 2013    | Republikaner          |
| Carol Shea-Porter           | 3. Januar 2013 – 3. Januar 2015    | Demokrat              |
| Frank C. Guinta             | 3. Januar 2015 – 3. Januar 2017    | Republikaner          |
| Carol Shea-Porter           | 3. Januar 2017 – 3. Januar 2019    | Demokrat              |
| Christopher Charles Pappas  | 3. Januar 2019 –                   | Demokrat              |

## 2. Sitz (seit 1789)
| Name                       | Amtszeit                          | Partei                    |
| -------------------------- | --------------------------------- | ------------------------- |
| Nicholas Gilman            | 4. März 1789 – 3. März 1797       | Föderalist                |
| Jonathan Freeman           | 4. März 1797 – 3. März 1801       | Föderalist                |
| Joseph Peirce              | 4. März 1801 – 1802               | Föderalist                |
| Samuel Hunt                | 6. Dezember 1802 – 3. März 1805   | Föderalist                |
| Caleb Ellis                | 4. März 1805 – 3. März 1807       | Föderalist                |
| Daniel Meserve Durell      | 4. März 1807 – 3. März 1809       | Democratic Republican     |
| John Curtis Chamberlain    | 4. März 1809 – 3. März 1811       | Föderalist                |
| Samuel Dinsmoor            | 4. März 1811 – 3. März 1813       | Democratic Republican     |
| Samuel Smith               | 4. März 1813 – 3. März 1815       | Föderalist                |
| Charles Humphrey Atherton  | 4. März 1815 – 3. März 1817       | Föderalist                |
| Nathaniel Upham            | 4. März 1817 – 3. März 1823       | Democratic Republican     |
| Arthur Livermore           | 4. März 1823 – 3. März 1825       | Democratic Republican     |
| Titus Brown                | 4. März 1825 – 3. März 1829       | National Republican Party |
| Thomas Chandler            | 4. März 1829 – 3. März 1833       | Demokrat                  |
| Robert Burns               | 4. März 1833 – 3. März 1837       | Demokrat                  |
| James Farrington           | 4. März 1837 – 3. März 1839       | Demokrat                  |
| Edmund Burke               | 4. März 1839 – 3. März 1845       | Demokrat                  |
| Mace Moulton               | 4. März 1845 – 3. März 1847       | Demokrat                  |
| Charles Hazen Peaslee      | 4. März 1847 – 3. März 1853       | Demokrat                  |
| George Washington Morrison | 4. März 1853 – 3. März 1855       | Demokrat                  |
| Mason Weare Tappan         | 4. März 1855 – 3. März 1861       | American Party            |
| Edward Henry Rollins       | 4. März 1861 – 3. März 1867       | Republikaner              |
| Aaron Fletcher Stevens     | 4. März 1867 – 3. März 1871       | Republikaner              |
| Samuel Newell Bell         | 4. März 1871 – 3. März 1873       | Demokrat                  |
| Austin Franklin Pike       | 4. März 1873 – 3. März 1875       | Republikaner              |
| Samuel Newell Bell         | 4. März 1875 – 3. März 1877       | Demokrat                  |
| James Frankland Briggs     | 4. März 1877 – 3. März 1883       | Republikaner              |
| Ossian Ray                 | 4. März 1883 – 3. März 1885       | Republikaner              |
| Jacob Harold Gallinger     | 4. März 1885 – 3. März 1889       | Republikaner              |
| Orren Cheney Moore         | 4. März 1889 – 3. März 1891       | Republikaner              |
| Warren Fisher Daniell      | 4. März 1891 – 3. März 1893       | Demokrat                  |
| Henry Moore Baker          | 4. März 1893 – 3. März 1897       | Republikaner              |
| Frank Gay Clarke           | 4. März 1897 – 9. Januar 1901     | Republikaner              |
| Frank Dunklee Currier      | 4. März 1901 – 3. März 1913       | Republikaner              |
| Raymond Bartlett Stevens   | 4. März 1913 – 3. März 1915       | Demokrat                  |
| Edward Hills Wason         | 4. März 1915 – 3. März 1933       | Republikaner              |
| Charles William Tobey      | 4. März 1933 – 3. Januar 1939     | Republikaner              |
| Foster Waterman Stearns    | 3. Januar 1939 – 3. Januar 1945   | Republikaner              |
| Llewelyn Sherman Adams     | 3. Januar 1945 – 3. Januar 1947   | Republikaner              |
| Norris H. Cotton           | 3. Januar 1947 – 7. November 1954 | Republikaner              |
| Perkins Bass               | 3. Januar 1955 – 3. Januar 1963   | Republikaner              |
| James Colgate Cleveland    | 3. Januar 1963 – 3. Januar 1981   | Republikaner              |
| Judd Alan Gregg            | 3. Januar 1981 – 3. Januar 1989   | Republikaner              |
| Charles Gwynne Douglas     | 3. Januar 1989 – 3. Januar 1991   | Republikaner              |
| Richard Swett              | 3. Januar 1991 – 3. Januar 1995   | Demokrat                  |
| Charles Foster Bass        | 3. Januar 1995 – 3. Januar 2007   | Republikaner              |
| Paul Hodes                 | 3. Januar 2007 – 3. Januar 2011   | Demokrat                  |
| Charles Foster Bass        | 3. Januar 2011 – 3. Januar 2013   | Republikaner              |
| Ann McLane Kuster          | 3. Januar 2013 –                  | Demokrat                  |

## 3. Sitz (1789–1883)
| Name                       | Amtszeit                         | Partei                    |
| -------------------------- | -------------------------------- | ------------------------- |
| Samuel Livermore           | 4. März 1789 – 3. März 1793      | Föderalist                |
| John Samuel Sherburne      | 4. März 1793 – 3. März 1797      | Democratic Republican     |
| William Gordon             | 4. März 1797 – 12. Juni 1800     | Föderalist                |
| Samuel Tenney              | 8. Dezember 1800 – 3. März 1805  | Föderalist                |
| David Hough                | 4. März 1805 – 3. März 1807      | Föderalist                |
| Francis Gardner            | 4. März 1807 – 3. März 1809      | Democratic Republican     |
| William Hale               | 4. März 1809 – 3. März 1811      | Föderalist                |
| Obed Hall                  | 4. März 1811 – 3. März 1813      | Democratic Republican     |
| William Hale               | 4. März 1813 – 3. März 1817      | Föderalist                |
| Clifton Clagett            | 4. März 1817 – 3. März 1821      | Democratic Republican     |
| Matthew Harvey             | 4. März 1821 – 3. März 1825      | Democratic Republican     |
| Nehemiah Eastman           | 4. März 1825 – 3. März 1827      | National Republican Party |
| David Barker               | 4. März 1827 – 3. März 1829      | National Republican Party |
| Joseph Hammons             | 4. März 1829 – 3. März 1833      | Demokrat                  |
| Franklin Pierce            | 4. März 1833 – 3. März 1837      | Demokrat                  |
| Jared Warner Williams      | 4. März 1837 – 3. März 1841      | Demokrat                  |
| John Randall Reding        | 4. März 1841 – 3. März 1845      | Demokrat                  |
| James Hutchins Johnson     | 4. März 1845 – 3. März 1847      | Demokrat                  |
| James Wilson II            | 4. März 1847 – 9. September 1850 | Whig                      |
| George Washington Morrison | 8. Oktober 1850 – 3. März 1851   | Demokrat                  |
| Jared Perkins              | 4. März 1851 – 3. März 1853      | Whig                      |
| Harry Hibbard              | 4. März 1853 – 3. März 1855      | Demokrat                  |
| Aaron Harrison Cragin      | 4. März 1855 – 3. März 1859      | American Party            |
| Thomas McKey Edwards       | 4. März 1859 – 3. März 1863      | Republikaner              |
| James Willis Patterson     | 4. März 1863 – 3. März 1867      | Republikaner              |
| Jacob Benton               | 4. März 1867 – 3. März 1871      | Republikaner              |
| Hosea Washington Parker    | 4. März 1871 – 3. März 1875      | Demokrat                  |
| Henry William Blair        | 4. März 1875 – 3. März 1879      | Republikaner              |
| Evarts Worcester Farr      | 4. März 1879 – 30. November 1880 | Republikaner              |
| Ossian Ray                 | 8. Januar 1881 – 3. März 1883    | Republikaner              |

## 4. Sitz (1793–1853)
| Name                     | Amtszeit                    | Partei                |
| ------------------------ | --------------------------- | --------------------- |
| Paine Wingate            | 4. März 1793 – 3. März 1795 | parteilos             |
| Abiel Foster             | 4. März 1795 – 3. März 1803 | Föderalist            |
| David Hough              | 4. März 1803 – 3. März 1805 | Föderalist            |
| Samuel Tenney            | 4. März 1805 – 3. März 1807 | Föderalist            |
| Jedediah Kilburn Smith   | 4. März 1807 – 3. März 1809 | Democratic Republican |
| Nathaniel Appleton Haven | 4. März 1809 – 3. März 1811 | Föderalist            |
| John Adams Harper        | 4. März 1811 – 3. März 1813 | Democratic Republican |
| Roger Vose               | 4. März 1813 – 3. März 1817 | Föderalist            |
| Salma Hale               | 4. März 1817 – 3. März 1819 | Democratic Republican |
| Joseph Buffum            | 4. März 1819 – 3. März 1821 | Democratic Republican |
| Aaron Matson             | 4. März 1821 – 3. März 1825 | Democratic Republican |
| Jonathan Harvey          | 4. März 1825 – 3. März 1831 | Demokrat              |
| Joseph Merrill Harper    | 4. März 1831 – 3. März 1835 | Demokrat              |
| Samuel Cushman           | 4. März 1835 – 3. März 1839 | Demokrat              |
| Ira Allen Eastman        | 4. März 1839 – 3. März 1843 | Demokrat              |
| John Parker Hale         | 4. März 1843 – 3. März 1845 | Demokrat              |
| James Hutchins Johnson   | 4. März 1847 – 3. März 1849 | Demokrat              |
| Harry Hibbard            | 4. März 1849 – 3. März 1853 | Demokrat              |

## 5. Sitz (1803–1843)
| Name                   | Amtszeit                    | Partei                |
| ---------------------- | --------------------------- | --------------------- |
| Clifton Clagett        | 4. März 1803 – 3. März 1805 | Föderalist            |
| Thomas Weston Thompson | 4. März 1805 – 3. März 1807 | Föderalist            |
| Clement Storer         | 4. März 1807 – 3. März 1809 | Democratic Republican |
| James Wilson I         | 4. März 1809 – 3. März 1811 | Föderalist            |
| George Sullivan        | 4. März 1811 – 3. März 1813 | Föderalist            |
| Daniel Webster         | 4. März 1813 – 3. März 1817 | Föderalist            |
| Arthur Livermore       | 4. März 1817 – 3. März 1821 | Democratic Republican |
| Thomas Whipple         | 4. März 1821 – 3. März 1829 | parteilos             |
| Henry Hubbard          | 4. März 1829 – 3. März 1835 | Demokrat              |
| Joseph Weeks           | 4. März 1835 – 3. März 1839 | Demokrat              |
| Tristram Shaw          | 4. März 1839 – 3. März 1843 | Demokrat              |

## 6. Sitz (1813–1833)
| Name                | Amtszeit                    | Partei                    |
| ------------------- | --------------------------- | ------------------------- |
| Jeduthun Wilcox     | 4. März 1813 – 3. März 1817 | Föderalist                |
| John Fabyan Parrott | 4. März 1817 – 3. März 1819 | Democratic Republican     |
| William Plumer Jr.  | 4. März 1819 – 3. März 1825 | Democratic Republican     |
| Joseph Healy        | 4. März 1825 – 3. März 1829 | National Republican Party |
| John Wingate Weeks  | 4. März 1829 – 3. März 1833 | Demokrat                  |